# مجاولة

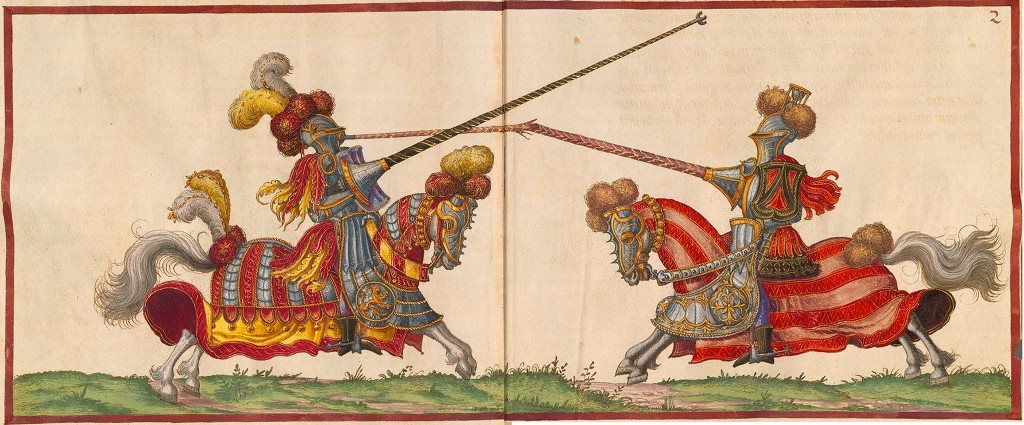
رسم من عصر النهضة للمجاولة في درع تقليدي مستوحى من دروع العصور الوسطى المتأخرة (باولس هكتور ماير، de arte athletica, 1540s)

المجاولة أو المثاقفة (بالإنجليزية: Jousting)‏ هي مباراة بين فارسين متسلحين برماح كليلة الحد، غالبا في إطار مسابقة. غاية المباراة محاكاة قتال الفرسان المدرعين، إذ يسعى كل من المتسابقين إلى طعن خصمه أثناء ركوبه نحوه بسرعة، محاولا كسر الرمح على درع خصمه أو إسقاطه عن فرسه. يتسلح المتسابقان بالمجاولة برمح وسيف وخنجر. الفارس الذي يسقط خصمه عن ظهر فرسه يعتبر الرابح في تلك الجولة. لو سقط الفارسان تكون النتيجة التعادل ويتبارز الفارسان بالسيف لمعرفة الرابح. على الغالب، من يربح ثلاث جولات يفوز بالمسابقة.
بدأ تقليد المجاولة في العصور الوسطى المتأخرة، وبقيت تقليدا شائعا بين النبلاء في إنجلترا وويلز وألمانيا حتى القرن السادس عشر (بينما أوقفت المجاولة في فرنسا بعد موت الملك هنري الثاني في حادث عام 1559).
الفوز بالمجاولة يجلب للرابح الشرف والثروة. كان الرابح على الأغلب يحصل على درع خصمه (الذي كانت له في تلك الأيام قيمة كبيرة، تعادل قيمة البيت في أيامنا). ولذا، اغتنى العديد من الفرسان من جراء المباريات كما خسر العديد كل ثروتهم من جرائها.
حسب مخطوطات من العصور الوسطى فقد كان التدريب للمجاولة يبدأ بركوب فرس خشبية على عجلات يجره الخدم. كان على المتدرب أن يصيب لوحا خشبيا مبطنا بالحبال (منعا من انزلاق الرمح على اللوح). وكان لبعض الألواح ثقب يراقب من خلاله المدرب المتدرب. في التدريبات المتقدمة كان يركب المتدرب على فرس حقيقي ويكون الهدف لوحا
توقف العمل بالمجاولة في القرن السابع عشر. منذ سبعينات القرن العشرين هنالك إحياء محدود لهذا التقليد بشكل تمثيلي في مهرجانات عصر النهضة.